# Koala

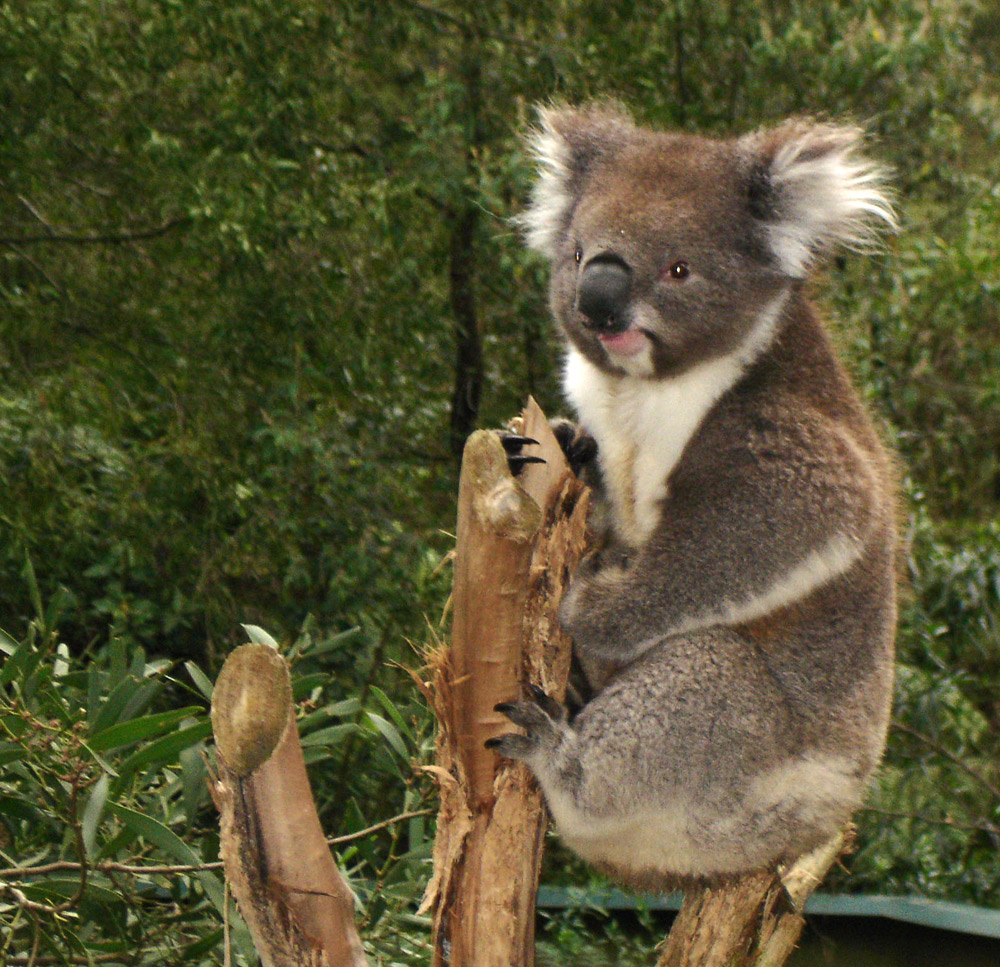

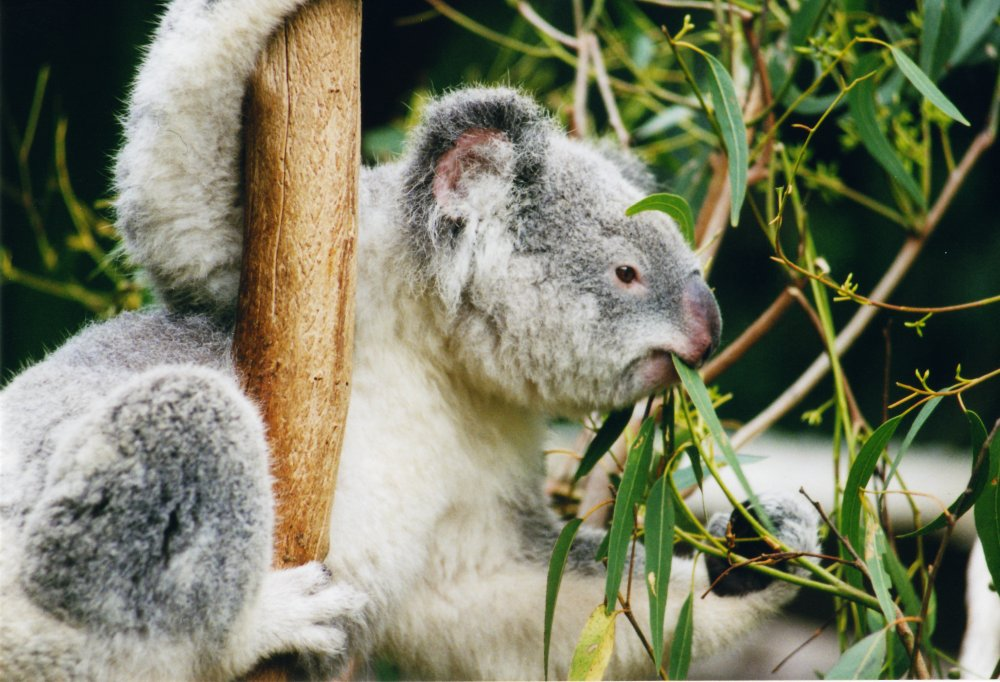
Táplálkozás közben

A koala (Phascolarctos cinereus) Ausztráliában őshonos erszényes, növényevő állat, a koalafélék (Phascolarctidae) családjának egyedüli élő képviselője. A koala szó a katang bennszülött nép nyelvéből származik, jelentése „nem ivó”. A név nem teljesen találó, bár tényleg keveset isznak. Az elterjedt „koalamaci” vagy „koalamedve” megnevezés biológiailag helytelen, mivel a koalák nem tartoznak a medvék családjába. A tudományos neve görögül „erszényes medvét” jelent, mivel az első telepesek helyi medvefajnak gondolták a furcsa állatot.

## Előfordulása
A koalák mindenhol megtalálhatók Ausztrália keleti partjain, de a belső vidékeken is, olyan távolságig, ahol még elég a csapadék az eukaliptuszerdők számára. Ausztrália déli részén a koalákat a 20. század elején kiirtották, de mára újratelepítették őket Victoria államból. A Kangaroo-szigetre betelepítették. Nyugat-Ausztráliában és Tasmaniában nem élnek koalák.

## Alfajai
- Phascolarctos cinereus victor – a legdélebbi alfaj, hosszabb, sötétebb szőrrel, nagyobb termettel.
- Phascolarctos cinereus adustus – a legészakibb alfaj, rövidebb, világosabb szőr és kisebb termet jellemzi.
- Phascolarctos cinereus cinereus – külső jegyeiben és elterjedése szerint átmenet a kettő között.

## Megjelenése
A koala valamennyire hasonlít a vombathoz (legközelebbi élő rokonához), de a bundája vastagabb és puhább, a füle pedig sokkal nagyobb. A tömege 5 kg (kicsi, északi nőstény) és 14 kg (nagy, déli hím) között van. Általában nem zajosak, de a hím koalák hangos figyelmeztető hívójelet adnak, amely a párzási időszakban egy kilométerre is elhallatszik. A koalák élettartamáról kevés megbízható adat áll rendelkezésre. Mindenesetre jegyeztek fel olyan koalát, amely fogságban megélte a 15 évet. Vadonban, de főleg országutak közelében ez lecsökkenhet 2-3 évre.

## Életmódja
A koala majdnem kizárólag eukaliptuszlevelekkel táplálkozik, folyadékszükségletét is ebből biztosítja. A vombathoz hasonlóan, a koalának is igen lassú az anyagcseréje a többi emlőshöz viszonyítva. Naponta kb. 20 órát mozdulatlanul töltenek, az idő nagy részében alszanak is. A nap minden szakában, de főleg éjjel esznek. Egy átlagos koala naponta 500 gramm eukaliptuszlevelet fogyaszt el, finom pasztává rágva lenyelés előtt. A koala többféle eukaliptuszlevelet is eszik, de határozottan előnyben részesít néhány fajtát. Evés közben az eukaliptuszleveleket a pofazacskóiban tárolja, míg meg nem eszi.
Mivel étrendje nagyon alacsony tápértékű, energiát takarít meg azáltal, hogy szokatlanul kicsi az agya: a koponyaüreg 40%-át folyadék tölti ki.
A nőstény koalák egyedül élnek és külön körzetük van, amelyet ritkán hagynak el. A termékenyebb vidékeken ezek a körzetek fedhetik egymást; az olyan zónákban, ahol a tápláléknak alkalmas fák ritkábban fordulnak elő, ezek a zónák nagyobbak és kizárólagosak. A hímek nem kötődnek területhez, de nem tűrik el egymást, főleg a párzási időszakban.
Szinte teljes életét a fákon tölti. Nem készít fészket, hanem a fa ágán alszik. Általában lassan mozog, de ha szükséges, gyorsan is tud mászni. Képes átugrani a közelebbi szomszéd fákra is. Hosszabb utakat a földön tesz meg. Veszélyhelyzetben meglepő gyorsasággal galoppozik a legközelebbi fáig, ahol biztonságos magasságba menekül. Ott aztán türelmesen megvárja, amíg a támadó elmegy. A közelharcot kerüli, de ha nincs más módja a védekezésre, képes karmolni is.

## Szaporodása
A nőstények 2-3 évesen, a hímek 3-4 éves korukban válnak ivaréretté. A nőstény koala kb. 12 éven át évente egy utódot hoz a világra. A vemhesség 35 napig tart, az ikerszülés igen ritka. A szülés rendesen december – március között szokott történni, amikor a déli félgömbön nyár van. Az újszülött koala kb. 2 cm hosszú, szőrtelen, vak, és fületlen. Születése után hat hónapig az anyja erszényében lakik és kizárólag tejjel táplálkozik. Ezalatt kinő a füle és a szőre, majd kinyílik a szeme. Kb. 30 hetes korában elkezdi enni az anyja pépes ürülékét. A kis koala további hat hónapig az anyjával marad, aki a hátán cipeli. A kifejlett fiatal nőstények közeli területekre költöznek, a fiatal hímek viszont még két-hároméves korukig az anyjuk körzetében maradnak.

## Fennmaradása

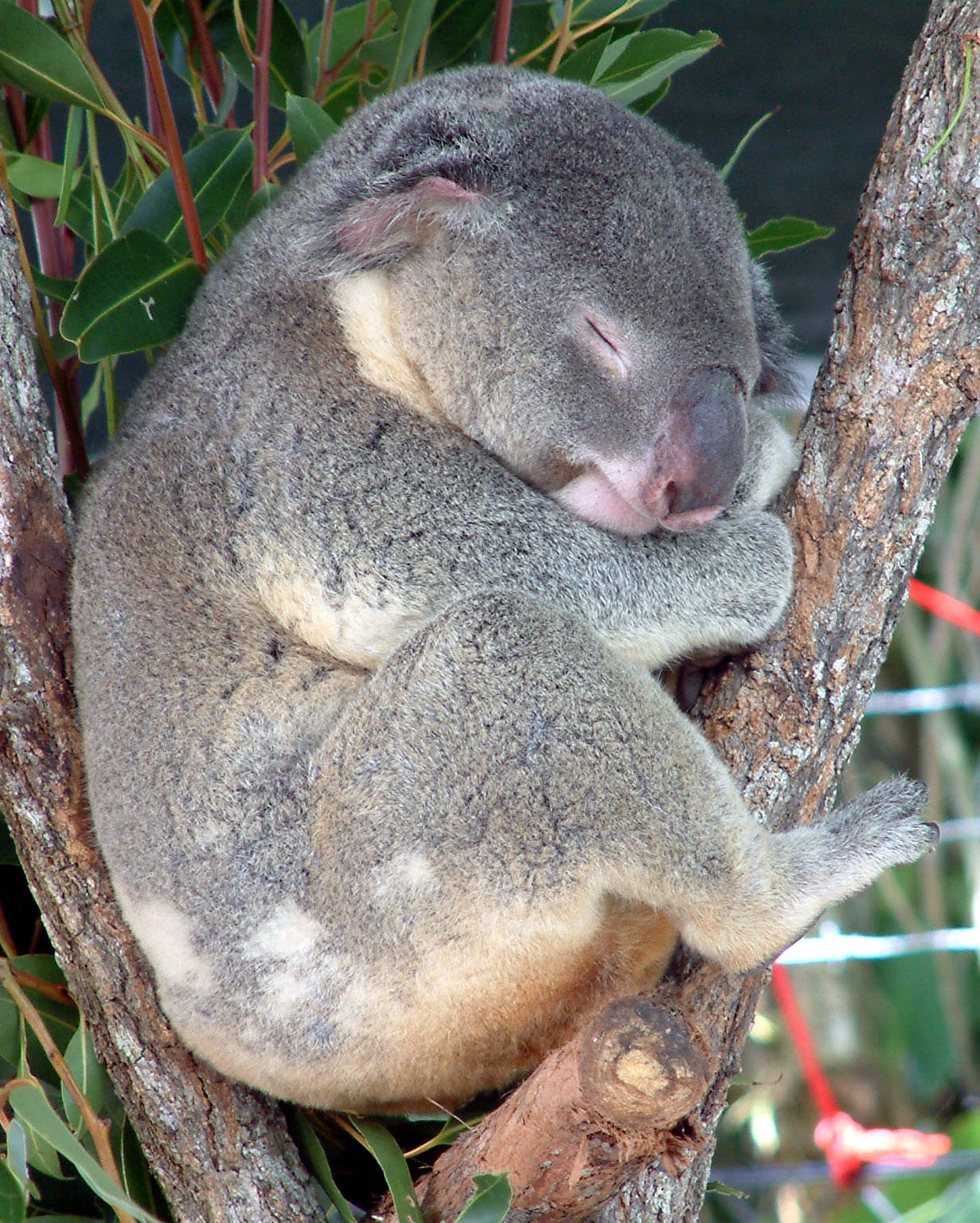
Alvó koala egy cairns-i parkban

A 20. század elején majdnem a kihalásig vadászták a koalát, elsősorban a bundájáért. Az utóbbi években néhány kolóniát komolyan veszélyeztettek a betegségek, elsősorban a chlamydia. A koaláknak nagy, összefüggő erdős területre van szükségük és képesek hosszú távolságokat is megtenni ennek érdekében. A kontinensen egyre növekvő emberpopuláció mezőgazdasági vagy építkezési célokra elfoglalja a koalák élőhelyét, visszaszorítva őket a bozótosokba. Az Ausztráliai Koala Alapítvány 40 000 négyzetkilométer feltérképezése után azt állítja, hogy a koalák természetes élettere lényegesen lecsökkent. Noha az egyes fajok nagy területeket fednek le, a koalák lakókörzete csak „szigetekben” maradt fenn. Ezeket a szigeteket koordinált módon kell védeni és helyreállítani.
A szárazföldi helyzettel ellentétben, ahol a populáció csökken, több szigeten „járványszerűen” elszaporodtak a koalák. Dél-Ausztráliában a Kenguru-szigeten a 90 évvel ezelőtt betelepített koaláknak nem volt természetes ellensége vagy versenytársa. Ehhez hozzáadva azt, hogy a koalák képtelenek a vándorlásra, a koalapopuláció mérete mára fenntarthatatlanná vált, és veszélyezteti a sziget ökológiai egyensúlyát. Jelenleg 30 000 koala él a szigeten, holott az ökológusok becslése szerint a sziget csak 10 000-nek biztosít élelmet. A kormány ezért sterilizációs és átköltöztetési programokat indított.
A koalák négy ausztráliai államban fordulnak elő. A helyi szabályok szerint az állat veszélyeztetettnek minősül a Délkelet-Queensland Biorégióban és Új-Dél-Walesben, illetve ritkának Dél-Ausztráliában.

## Egyebek

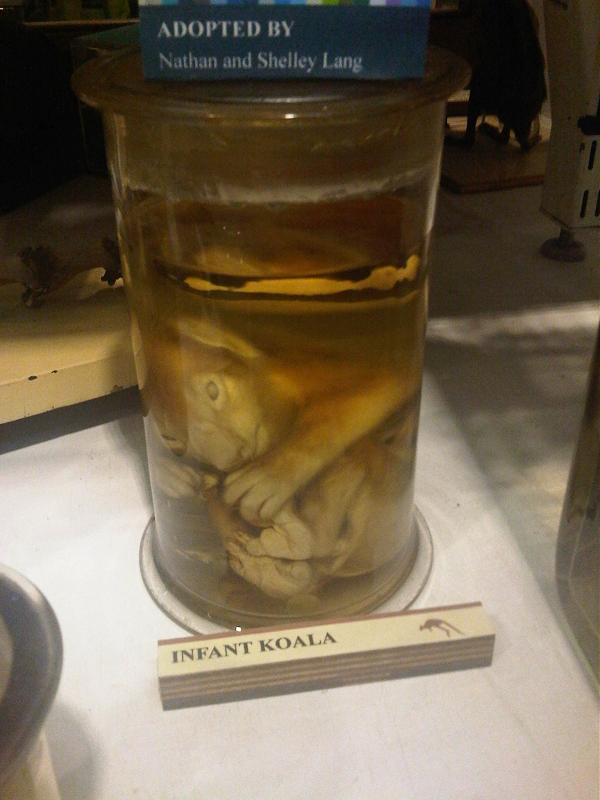
Fiatal koala preparátuma a londoni Grant Museum of Zoology-ban

A koala ujjain, ujjbegyein levő bőrlécek rajzolata megtévesztően hasonlít az emberéhez.
A faj a kacsacsőrű emlőssel és a kenguruval együtt Ausztrália egyik legjellemzőbb, mondhatni szimbolikus állata, emiatt egyfajta popkulturális hatása is van, bumfordi megjelenése miatt sokan szeretik, számos mesének és rajzfilmnek is szereplője.
A 2000. évi sydney-i olimpia egyik kabalaállata a koala volt.
Bár igen kedvelt állat, egyoldalú táplálkozási igényei miatt tartása igen költséges. Ausztráliában gyakori és kedvelt állatkerti állat, sok állatkertben megtalálható. A többi kontinensen azonban csak kevés helyen tartanak koalát. Ma már az európai állatkertekben Dél-Európában termesztett eukaliptusszal takarmányozzák, amely valamelyest csökkenti a kiadásokat.
Európában az Európai Állatkertek és Akváriumok Szövetsége felügyelete alá tartozó Európai Veszélyeztetett Fajok Programja (EEP) keretében tenyésztik a faj egyedeit.
Európában 9 állatkertben találkozhatunk vele: Lisszaboni Állatkert, Duisburgi Állatkert, Planckendael (Belgium), Madridi Állatkert, Beauval (Franciaország), Bécsi Állatkert, Edinburghi Állatkert, Drezdai Állatkert, Zürichi Állatkert.
A Budapesti Állatkertben 2015 február és 2017 március között látható volt két példány.

## Fordítás
Ez a szócikk részben vagy egészben a Koala című angol Wikipédia-szócikk ezen változatának fordításán alapul.  Az eredeti cikk szerkesztőit annak laptörténete sorolja fel. Ez a jelzés csupán a megfogalmazás eredetét és a szerzői jogokat jelzi, nem szolgál a cikkben szereplő információk forrásmegjelöléseként.